# Oševek
Oševek je naselje v Občini Kamnik.

## Zgodovina
V arhivskih zapisih se kraj prvič omenja leta 1284, ko je kmetijo v tem kraju od 
Tevtonskega viteškega reda v Ljubljani kupil Eberhard iz Mekinj. Po smrti je to kmetijo skupaj s kmetom Janezom zapustil mekinjskemu samostanu.

## Izvor krajevnega imena
Verjetno je vas Oševek istovetna s krajem Walchsperg, ki se omenja leta 1309 in bi se krajevno ime morda razvilo iz Valhševek preko Olševek v današnji Oševek. Po drugi razlagi, ki je bolj verjetna, pa naj bi krajevno ime prišlo od prvotnega Jelševek, od jelše, nemško Erle. Leta 1400 se potok Uševek ozoroma Oševek, ki teče skozi naselje, imenuje z nemškim imenom Erlspach. Zato je verjetno, da je kraj Erlach, kjer je samostan v Mekinjah ob ustanovitvi leta 1300 dobil od ustanoviteljev Gallenberških, prej tudi Mekinjski imenovani, štiri kmetije, istoveten z današnjim Oševkom.